# Randall Hanke
Randall Flager Hanke (* 8. August 1984 in New York City) ist ein ehemaliger US-amerikanisch-britischer Basketballspieler. Hanke, der in den Vereinigten Staaten aufwuchs, hat einen aus London stammenden Vater, weshalb er auch für die Auswahl aus Großbritannien spielberechtigt war. Nach dem Studium spielte er als Profi in Europa. Mit den Norrköping Dolphins wurde er 2012 schwedischer Meister, nachdem man ein Jahr zuvor bereits Vizemeister war. In der Basketball-Bundesliga 2012/13 spielte Hanke für die LTi Gießen 46ers auch kurzzeitig in Deutschland.

## Karriere
Hanke besuchte nach seinem High-School-Abschluss zur Studienvorbereitung die „Trinity-Pawling School“ im US-Bundesstaat New York und war neben dem Basketballsport auch ein passionierter Golfer mit einem Handicap von 0. Zum Studium wechselte er 2004 auf das Providence College nach Rhode Island, wo er sich auf den Basketball konzentrierte und für die Hochschulmannschaft Friars in der Big East Conference der NCAA spielte. Nach zwei Spielzeiten setzte er die College-Spielzeit 2006/07 von Meisterschaftsspielen aus und war so noch bis 2009 für diese Hochschulmannschaft aktiv. Unter einem neuen Trainer erreichten die Friars in Hankes letzter College-Spielzeit 2008/09 erstmals eine positive Saisonbilanz zu seiner Spielerzeit. Zu Hankes Mannschaftskameraden bei den Friars zählten unter anderem die späteren Basketball-Bundesliga-Profis Jonathan Kale und Sharaud Curry.
Hanke erhielt im Sommer 2009 die Einladung zur britischen Nationalmannschaft, die aus den Nationalmannschaften des Vereinigten Königreichs ohne Nordirland für die Olympischen Spiele 2012 in London gebildet wurde. Bei einem Vorbereitungsturnier für die EM-Endrunde 2009 konnte er sich jedoch nicht für den Endrundenkader empfehlen. Anschließend spielte er in der Saison 2009/10 ab dem Jahreswechsel in der British Basketball League für die Glasgow Rocks, bevor er zum Saisonende noch in die zweite spanische Liga LEB Oro auf die Kanaren wechselte. Mit dem CB 1939 Canarias verpasste er jedoch in der Play-off-Halbfinalserie gegen den balearischen Klub ViveMenorca den Aufstieg in die höchste Spielklasse Liga ACB. In der folgenden Spielzeit war er zunächst für den USK aus der tschechischen Hauptstadt Prag aktiv, bevor er im Januar 2011 nach Schweden wechselte und mit den Dolphins aus Norrköping am Ende der Spielzeit die Vizemeisterschaft erreichte, als man in der Play-off-Finalserie den Sundsvall Dragons unterlag. In der folgenden Spielzeit erreichte man als Hauptrundenerster erneut die Finalserie der Meisterschaft und der Verein konnte diesmal wieder wie 2010 den Titelgewinn für sich verbuchen. Zum Jahresende 2012 verließ Hanke den schwedischen Verein, obwohl dieser sich für die zweite Runde der 16 besten Mannschaften in der EuroChallenge 2012/13 qualifiziert hatte, und schloss sich Anfang Februar 2013 dem deutschen Bundesligisten Gießen 46ers an, der zuvor bereits Hankes Studienfreund Sharaud Curry verpflichtet hatten. Der Gießener Traditionsverein, seit Anbeginn der deutschen Bundesliga Mitglied der höchsten Spielklasse, musste nach einem Insolvenzantrag einen personellen Aderlass hinnehmen und war nach Punktabzügen wegen Lizenz- und Regelverstößen im Zusammenhang mit dem Insolvenzantrag ohne Aussicht auf den Klassenerhalt. Hanke bestritt 14 Bundesligaspiele für die Mittelhessen (4,4 Punkte/Spiel). Nach Saisonende bekam er erst zu Beginn des folgenden Jahres einen neuen Profivertrag bei TP-Basket aus Kotka in der finnischen Korisliiga, wo er erneut mit Sharaud Curry zusammenspielte. Zur folgenden Saison wechselte er zum Verein aus Örebro zurück in die schwedische Basketligan und beendete danach seine Laufbahn als Berufsbasketballspieler.